# Blikkengfjorden
Blikkengfjorden er en fjord i Namsos kommune i Trøndelag fylke i Norge. Fjorden går  5,5 kilometer mod nordøst fra Hellsøya til Leirvika.

Fjorden har indløb i sydvest mellem øerne Hellsøya og Kuøya. I nord går Jektvikstraumen  mod nord til fjordarmen Røyklibotnet, og i øst går Vetterhusstraumen østover til Vetterhusbotnet. I sydøst går Helmdalsbotnet mod syd til bebyggelsen Sørenget.
Fylkesvej 464 går langs østsiden af fjorden og over Vetterhusstraumen via holmen Øltappen.